# Liga Premier de Armenia 2004
La Liga Premier de Armenia 2004 fue la decimotercera temporada de la máxima división de fútbol profesional de Armenia desde su creación. 
El campeón fue el Pyunik, que logró su cuarto título y de forma consecutiva. Al cambiar de formato para la siguiente temporada no hubo descenso.

## Formato
Los ocho equipos participantes jugaron entre sí todos contra todos cuatro veces totalizando 28 partidos partidos cada uno, al término de la jornada 28 el primer clasificado se coronó campeón y obtuvo un cupo para la primera ronda de la Liga de Campeones 2005-06, el segundo clasificado obtuvo un cupo para la primera ronda de la Copa de la UEFA 2005-06 y el tercero obtuvo un cupo para la Primera ronda de la Copa Intertoto 2005.

## Ascensos y descensos
El Araks descendió luego de quedar octavo en la Liga Premier de Armenia 2003, mientras que Kilikia ascendió luego de coronarse campeón de la Primera Liga de Armenia.
| Pos. | Descendido de la Liga Premier de Armenia 2003 |
| ---- | --------------------------------------------- |
| 8.º  | Araks                                         |

| Pos. | Ascendido de la Primera Liga de Armenia 2003 |
| ---- | -------------------------------------------- |
| 1.º  | Kilikia                                      |

## Equipos
- El Dinamo-2000 cambió de nombre a Dinamo-Zenit.

- El Lernagorts Kapan intentó fusionarse con el Ararat. La fusión no se dio, pero el equipo paso a llamarse Lernagorts-Ararat.

| Club              | Ciudad  |
| ----------------- | ------- |
| Banants           | Ereván  |
| Dinamo-Zenit      | Ereván  |
| Kilikia           | Ereván  |
| Kotayk            | Abovyan |
| Lernagorts-Ararat | Kapan   |
| Mika              | Ereván  |
| Pyunik            | Ereván  |
| Shirak            | Gyumri  |

## Tabla de posiciones
| Pos. | Equipo            | Pts. | PJ | G  | E | P  | GF | GC | Dif. | Clasificación 2005–06                 |
| ---- | ----------------- | ---- | -- | -- | - | -- | -- | -- | ---- | ------------------------------------- |
| 1    | Pyunik (C)        | 71   | 28 | 22 | 5 | 1  | 89 | 25 | +64  | Primera ronda de la Liga de Campeones |
| 2    | Mika              | 55   | 28 | 16 | 7 | 5  | 41 | 23 | +18  | Primera ronda de Copa de la UEFA      |
| 3    | Lernagorts-Ararat | 43   | 28 | 12 | 7 | 9  | 40 | 33 | +7   | Primera ronda de la Copa Intertoto    |
| 4    | Banants           | 43   | 28 | 12 | 7 | 9  | 40 | 39 | +1   |                                       |
| 5    | Dinamo-Zenit      | 27   | 28 | 7  | 6 | 15 | 23 | 51 | −28  |                                       |
| 6    | Kilikia           | 26   | 28 | 7  | 5 | 16 | 32 | 49 | −17  |                                       |
| 7    | Kotayk            | 24   | 28 | 6  | 6 | 16 | 31 | 54 | −23  |                                       |
| 8    | Shirak            | 21   | 28 | 4  | 9 | 15 | 27 | 49 | −22  |                                       |

Actualizado a los partidos jugados el 20 de noviembre de 2004.
 Fuente: Soccerway